# Paolo Carù
Paolo Carù (Gallarate, 1947 – Gallarate, 14 giugno 2024) è stato un giornalista, critico musicale e commerciante italiano.

## Biografia
Divenne noto per essere stato il gestore del Carù Dischi, negozio eletto dal quotidiano inglese The Guardian come uno dei 10 negozi di dischi più importanti e famosi al mondo, oltre che per essere stato tra i fondatori di riviste come Il mucchio selvaggio e Buscadero.